# Главнокомандующий Сухопутными войсками Российской Федерации
Главнокомандующий Сухопутными войсками — высшее должностное лицо Сухопутных войск Российской Федерации. Должность была учреждена в 1991 году, после распада СССР и преобразования Сухопутных войск СССР в Сухопутные войска Российской Федерации. Назначается указом Президента России. В Вооружённых Силах СССР должность Главнокомандующего Сухопутными войсками вводилась в 1946, 1955 и в 1967 годах.
Действующий главнокомандующий Сухопутными войсками —  генерал-полковник Мордвичёв Андрей Николаевич.

## Список командующих сухопутными войсками СССР и России
Список Главнокомандующих Сухопутными войсками СССР и России, назначенных приказами вышестоящего командования. Временные исполнявшие обязанности (в том числе по должности) не указаны. В периоды 1950—1955, 1964—1967, 1997—2001 гг. должность главкома упразднялась.
С 1992 года должность называлась Главнокомандующий Сухопутными войсками Вооружённых Сил Российской Федерации, затем словосочетание «Вооружённых Сил Российской Федерации» было убрано из названия должности. С 1992 по 2004 год Главнокомандующий Сухопутными войсками одновременно являлся заместителем министра обороны Российской Федерации.
| № | Фамилия, Имя Отчество           | Фото | Годы жизни                                  | В должности                     | Звание                                        | Впоследствии | Герой |
| --- | ------------------------------- | ---- | ------------------------------------------- | ------------------------------- | --------------------------------------------- | --- | ----- |
| Начальники Сухопутных войск СССР                                                                                         |                                 |      |                                             |                                 |                                               | |       |
| Главнокомандующие Сухопутных войск                                                                                       |                                 |      |                                             |                                 |                                               | |       |
| 1 | Жуков, Георгий Константинович   |      | 19 ноября [1 декабря] 1896 — 18 июня 1974   | Март — 9 июня 1946              | Маршал Советского Союза                       | Командующий войсками Одесского округа |       |
| 2 | Конев, Иван Степанович          |      | 16 [28] декабря 1897 — 21 мая 1973          | 1946—1950, 1955—1956            | Маршал Советского Союза                       | С 1950 года — главный инспектор Советской Армии — заместитель Военного министра СССР. В 1951—1955 годах — командующий Прикарпатским военным округом. В 1956—1960 годах — 1-й заместитель министра обороны СССР, c 1955 года — одновременно Главнокомандующий Объединенными вооруженными силами стран Варшавского договора |       |
| 3 | Малиновский, Родион Яковлевич   |      | 10 [22] ноября 1898 — 31 марта 1967         | март 1956 — 26 октября 1957     | Маршал Советского Союза                       | Министр обороны СССР |       |
| 4 | Гречко, Андрей Антонович        |      | 4 [17] октября 1903 — 26 апреля 1976        | 1957—1960                       | Маршал Советского Союза                       | C 1960 года — 1-й заместитель министра обороны СССР — главнокомандующий Объединёнными вооруженными силами стран — участников Варшавского договора |       |
| 5 | Чуйков, Василий Иванович        |      | 31 января [12 февраля] 1900 — 18 марта 1982 | 1960 — июнь 1964                | Маршал Советского Союза                       | После ликвидации Главкомата Сухопутных войск и упразднения должности в июне 1964 года сохранил пост руководителя Гражданской обороны СССР |       |
| В 1964—1967 гг. — должность упразднена.                                                                                  |                                 |      |                                             |                                 |                                               | |       |
| 6 | Павловский, Иван Григорьевич    |      | 11 [24] февраля 1909 — 27 апреля 1999       | ноябрь 1967 — 1979              | Генерал армии                                 | С июля 1980 года — военный инспектор-советник Группы Генеральных инспекторов министерства обороны СССР |       |
| 7 | Петров, Василий Иванович        |      | 2 [15] января 1917 — 1 февраля 2014         | ноябрь 1980 — январь 1985       | Генерал армии Маршал Советского Союза, с 1983 | С января 1985 по июль 1986 года — 1-й заместитель министра обороны СССР |       |
| 8 | Ивановский, Евгений Филиппович  |      | 7 марта 1918 — 22 ноября 1991               | 5 февраля 1985 — январь 1989    | Генерал армии                                 | С 4 января 1989 года — в составе Группы генеральных инспекторов Министерства обороны СССР |       |
| 9 | Варенников, Валентин Иванович   |      | 15 декабря 1923 — 6 мая 2009                | 5 января 1989 — 31 августа 1991 | Генерал армии                                 | Участник ГКЧП, был арестован 23 августа 1991 года. В феврале 1994 стал единственным из подсудимых по делу ГКЧП, который отказался принять амнистию и предстал перед судом. |       |
| 10 | Семёнов, Владимир Магомедович   |      | род. 8 июня 1940                            | 31 августа 1991 — август 1992   | Генерал-полковник                             | В 1992 г. — командующий Силами общего назначения Объединенных Вооруженных Сил Содружества Независимых Государств | —     |
| Главнокомандующие Сухопутными войсками Российской Федерации                                                              |                                 |      |                                             |                                 |                                               | |       |
| Главнокомандующие Сухопутными войсками                                                                                   |                                 |      |                                             |                                 |                                               | |       |
| 10 | Семёнов, Владимир Магомедович   |      | род. 8 июня 1940                            | август 1992 — 11 апреля(?) 1997 | Генерал-полковник; Генерал армии, с 1996      | С апреля 1997 г. находился в распоряжении Министра обороны РФ. В июне 1998 г. был назначен на должность главного военного советника МО РФ | —     |
| В 1998—2001 гг. — должность упразднена. Начальником Главного управления Сухопутных войск являлся Букреев Юрий Дмитриевич |                                 |      |                                             |                                 |                                               | |       |
| 11 | Кормильцев, Николай Викторович  |      | род. 14 марта 1946                          | 28 марта 2001 — октябрь 2004    | Генерал-полковник; Генерал армии, с 2003      | Уволен в запас | —     |
| 12 | Маслов, Алексей Федорович       |      | 23 сентября 1953 — 25 декабря 2022          | 5 ноября 2004 — 31 июля 2008    | Генерал-полковник; Генерал армии, с 2006      | С 1 августа 2008 года назначен Главным военным представителем Российской Федерации при Организации Североатлантического договора (НАТО) в Брюсселе | —     |
| 13 | Болдырев, Владимир Анатольевич  |      | род. 5 января 1949                          | 31 июля 2008 — январь 2010      | Генерал армии                                 | Уволен в запас | —     |
| 14 | Постников, Александр Николаевич |      | род. 23 февраля 1957                        | 11 января 2010 — 26 апреля 2012 | Генерал-полковник                             | С 26 апреля 2012 года — заместитель начальника Генерального штаба Вооружённых Сил Российской Федерации | —     |
| 15 | Чиркин, Владимир Валентинович   |      | род. 12 октября 1955                        | 26 апреля 2012 — 2 декабря 2013 | Генерал-полковник                             | Отстранён от должности после предъявления обвинения в получении взятки. Московским окружным военным судом признан виновным по ст. 159 УК РФ (мошенничество) с наказанием в виде штрафа в размере 90 тыс. рублей. | —     |
| 16 | Салюков, Олег Леонидович        |      | род. 21 мая 1955                            | 2 мая 2014 — 15 мая 2025        | Генерал-полковник Генерал армии, с 2019       | Освобожден от должности 15 мая 2025 по причине назначения на должность заместителя секретаря Совета Безопасности Российской Федерации | —     |
| 17 | Мордвичёв, Андрей Николаевич    |      | род. 14 января 1976                         | с 15 мая 2025                   | Генерал-полковник                             | |       |